# حي الجلوم

## حي الجلوم
حي الجلّوم أحد أقدم أحياء حلب وتتكون من الجلوم الصغرى والجلوم الكبرى.

## الجغرافيا
يحدهما جنوبا الخندق وتمامه حارة باب قنسرين وغربا الخندق المعروف باسم بوابة مالطة وشمالا العقبة إلى خان أبرك المعروف بخان القصابية، ثم سوق القطن القديم، ثم الجامع الأموي الكبير، ثم سوق الصاغة المعروف أيضا بسوق العقادين شرقي الجامع الكبير الجاري بأوقافه ثم بسوق الحراج المعروف أيضا بالبالستان ثم بخان الجوره وراء سوق الدهشة وشرقا خان خيري بك وسوق الضرب وسوق الفرايين وجامع محمد باشا توقه كين المعروف بجامع العادلية والجلوم الصغرى هي التي تلي سور البلدة تقريبا ثم إن هاتين المحلتين مشهورتان بجودة المناخ ولا سيما البرانية منهما وماؤهما النبع في عمق سبعة باعات (١) إلى عشرة تقريبا وماء القناة يصعد فيهما إلى نحو أربعة أذرع على وجه الأرض تبعا لتمديد كيزانها وفي الإمكان أن يصعد فيهما نحو رمحين لانخفاضهما عن أرض القناة الأصلية.

## التاريخ

### أصل التسمية
وقد يطلق على الأولى الجلوم البرانية وعلى الثانية الجلوم الجوانية، قيل إن لفظ جلوم محرفة عن سلوم.

## المعالم والحضارة

### من معالم جلوم الصغرى
جامع أبي يحيى الكواكبي، يظهر أنه جامع قديم وأنه اشتهر باسمه الحالي نسبة إلى (محمد بن إبراهيم بن يحيى الكواكبي) لأنه وسعه وأقام فيه أذكاره فلما مات دفن فيه وبنى عليه (سيباي بن عبد اللّه الجركسي) قبة من ماله. وهو جامع فسيح له قبلية متوسط تقام فيه الصلوات والجمعة وله منارة فوق بابه وفي غربيه قبة أبي يحيى المذكور مكتوب في الجدار الكائن فوق رأس الضريح:
وفي صحن المسجد في جهته الغربية عدة قبور لبني الكواكبي وفي شرقيه حوض يجري إليه الماء من قناة حلب. ولهذا المسجد وقف قديم هو الآن ثلاثة حوانيت في سويقة علي وله مخصصات من وقفي (حسن أفندي) ابن أحمد أفندي الكواكبي ووالده المذكور ويوجد على يسرة الداخل للجامع حجرة لتعليم الأطفال وفي جانبها صهريج سبيل يجري إليه الماء من قناة حلب عمرته هبة اللّه بنت «حسن أفندي المذكور» وهي أم «حسن بك بن مصطفى بك» وفي جانب المسجد من شرقيه مدرسة تعرف بمدرسة الكواكبي يصعد إليها بدريجات وهي عامرة مشتملة على قبلية وحجرتين وعلى حوض ينزل إليه بدركات في غربي صحنها وهي معطلة لا تقام فيها صلاة ولا يقرأ درس ويوجد في هذه المحلة أيضا مسجد يقال له مسجد أبي النور (١) في محلة الدحدالة في بوابة الشيخ عمر الطرابيشي تقام فيه الأوقات الجهرية فقط وفيها أيضا سبيل غربي جامع أبي يحيى ينسب إلى زهير آغا وفيها كرخانتان إحداهما في بوابة الصياحة شرقي مدرسة الكواكبي المتقدم ذكرها، وهذه الكرخانة كانت إحدى دور بني الكواكبي وثانيهما في البرج، والكرخانة: مكان تطبع فيه المناديل الحلبية وتعرف بالبصمة خانه أيضا.

### من معالم الجلوم الكبرى.
- جامع البهرامية
- المدرسة الأحمدية
- البيمارستان النوري
- مسجد الشيخ عبد الله
- مسجد أبي درجين
- التربة الخشابية
- جامع الأصفر
- سبيل الأصفر
- الزاوية الهلالية
- المدرسة المقدمية
- مدفن الجلبي
- الخانقاه الكاملية
- سبيل الست منور
- مسجد خان الطاف
- مدفن أحمد باشا مطاف
- البزازية
- مسجد بني الحلفا
- مسجد زقاق الشيخ نعسان
- مسجد الحرام
- مسجد تحت باب انطاكية
- مسجد القمري
- المسجد العمري
- مسجد جادة البرقة
- مسجد الزيتونة
- جامع الكميني
- مسجد الشيخ معروف
- المدرسة اليشبكية
- جامع التوتة
- جامع القيقان
- المدرسة الزجاجية
- كنيسة الشيباني الّتي بنيت في القرن الثاني عشر، تضم كنيسة ومدرسة يوم أحدٍ لبعثة ماري الرسولية، وحالياً تستخدم كمركز ثقافي.[1]

## السكان
ومن الأسر أسرة بني الكواكبي وأسرة بني طه المعروفين ببني الجلبي. ومن المتأخرين منهم الذين يستحقون الذكر عبد القادر أفندي بن طه بن عباس المتوفى سنة ١٣٣٨ فهو الذي بنى العمارة على رأس جبل الجوشن قرب مشهد الشيخ محسن في شماليه، وأنشأ في هذا الجبل عدة مناهل وحفر البئر السبيل قرب نهر الفيض وبنى عليها قنطرة، وهذه الأسرة تنتسب إلى ولي اللّه الكليباتي المضافة إليه المقبرة الكائنة قرب محلة الكلاسة. ومن الأسر المشهورة في هذه المحلة كذلك أسرة بني السياف المعروفين ببيت الجزار، ومنهم إبراهيم آغا الذي كان متسلما حلب في أيام الدولة العثمانية قبل دخول إبراهيم باشا المصري إلى حلب. وأسرة بني الركبي وكانوا من سراة تجار حلب.

### وولد بالحي
- العالم أحمد بن مسعود الكواكبي والد عبد الرحمن الكواكبي ومسعود الكواكبي.[3]
- الفنان صبري مدلل[بحاجة لمصدر]
- المؤرّخ خير الدين الأسدي[بحاجة لمصدر]